# Джиролами, Раффаэле Козимо де
Раффаэле Козимо де Джиролами (итал. Raffaele Cosimo de Girolami; 10 сентября 1670, Флоренция, Великое герцогство Тосканское — 21 февраля 1748, Рим, Папская область) — итальянский кардинал и доктор обоих прав. Секретарь Священной Конгрегации индульгенций и священных реликвий с 1 января 1721 по 1 мая 1728. Титулярный архиепископы Дамиаты с 8 марта 1728 по 9 сентября 1743. Асессор Верховной Священной Конгрегации Римской и Вселенской Инквизиции с 1 мая 1728 по 1 апреля 1737. Секретарь Священной Конгрегации по делам епископов и монашествующих с 1 апреля 1737 по 9 сентября 1743. Префект Священной Конгрегации индульгенций и священных реликвий с 23 сентября 1743 по 21 февраля 1748. Префект Священной Конгрегации по делам епископов и монашествующих с 10 ноября 1744 по 21 февраля 1743. Кардинал-священник с 9 сентября 1743, с титулом церкви Сан-Марчелло с 23 сентября 1743.